# Patu quadriventris
Patu quadriventris is een spinnensoort uit de familie Symphytognathidae. De soort komt voor in China.